# Меховая мафия СССР
Меховая мафия СССР — крупнейшее организованное преступное формирование СССР, раскрытое КГБ СССР в 1970-е годы.
На след «меховой мафии» вышли случайно: во время расследования одного из ограблений у грабителя находят несколько шуб непонятного происхождения, с отсутствующим ГОСТом и без указания госцены.
Расследование этого дела приводит в Казахскую ССР, в город Караганду. Расследование этого дела курировал лично председатель КГБ Юрий Андропов.

## Расследование
Первым в поле зрения следствия попал директор Карагандинского горпромкомбината Лев Дунаев, бывший работник городской коллегии адвокатов. Почувствовав неладное, Дунаев уволился с работы и уехал в Москву, но за ним продолжили слежку.
Новым директором стал Рудольф Жатон, потомок обрусевших французов, осевших в России после Отечественной войны 1812 года. По оперативным данным, он также был причастен к меховой мафии. Ранее он был директором Саранского горпромкомбината.
Руководителем и организатором меховой мафии был Петр Снобков, директор Абайского горпромкомбината.
Они смогли наладить производство шуб, шапок и другой продукции из меха.
Милицейское прикрытие меховой мафии осуществлял начальник кафедры Карагандинской высшей школы МВД СССР Иосиф Эпельбейм.

## Арест
Операция была совершенно секретной, однако конспирацию неожиданно нарушил заместитель Андропова, свояк Брежнева Семён Цвигун. В разговоре с министром внутренних дел Николаем Щёлоковым он случайно обмолвился об операции. Поскольку в ней фигурировали сотрудники МВД СССР, а Щёлоков не терпел вмешательства в работу своего ведомства (а тем более от КГБ), в Казахстан были направлены представители МВД и Прокуратуры СССР. Это весьма затруднило ход следствия.
7 января 1974 года Дунаев, Жатон, Снобков, Эпельбейм и около пятисот человек, причастных к меховой мафии, были арестованы. Но дело стремительно разваливалось. Лидеры «Картеля», как окрестили меховую мафию следователи, имели связи на самом верху, но Андропов сумел отстоять уголовное дело.
На квартирах, дачах, местах работы обвиняемых были проведены массовые обыски. Были найдены миллионы рублей в трехлитровых банках, сотни килограммов драгоценных камней, драгметаллов. У одного только Снобкова были изъято 24 килограмма золотых колец, более пяти миллионов рублей наличными, около сотни сберкнижек на предъявителя.

Лев Дунаев
Петр Снобков
Рудольф Жатон
Иосиф Эпельбейм

## Приговор
В те годы хищение государственного имущества в особо крупных размерах — расстрельная статья, поэтому на суде Снобков, Эпельбейм и Дунаев были приговорены к расстрелу. Рудольф Жатон получил 15 лет лишения свободы, поскольку выяснилось, что практически все украденные у государства деньги он вкладывал в производство.
Все кассационные жалобы Снобкова, Эпельбейма и Дунаева были отклонены и приговор был приведен в исполнение.
Меховое дело стало крупнейшим делом о хищениях в промышленности СССР.